# 제시 버클리
제시 버클리(Jessie Buckley, 1989년 12월 28일 ~ )는 아일랜드의 가수, 배우이다. 영화 《비스트》를 통해 2018 영국 독립 영화상에서 신인연기자상을 수상했으며 여우주연상 후보에도 올랐다. 2018년 영화 《와일드 로즈》는 역시 평론적으로 호평을 받아, 앞선 두 영화를 계기로 제시는 본격적으로 주목 받기 시작했다. 《와일드 로즈》를 통해 제시는 영국 아카데미 여우주연상 후보에도 올랐다. BBC 드라마 《타부》, HBO 드라마 《체르노빌》 등을 통해 대중적으로도 이름을 알려나갔다. 매기 질런홀 감독 영화 《로스트 도터》에서의 역으로 아카데미 여우조연상 후보에 올랐다.
2008년, BBC 경연 프로그램 《I'd Do Anything》에 참가해 최종 2위를 한 경력이 있으며, 이후 연극계에서 활동하기도 하였다. 왕립연극학교에서의 수학을 위해 활동을 중단하다 2013년 9월에 졸업했다.

## 작품 목록

### 영화
| 연도 | 제목                      | 배역                | 비고     |
| ---- | ------------------------- | ------------------- | -------- |
| 2017 | 비스트                    | 몰                  |          |
| 2018 | 와일드 로즈               | 로즈린 할랜         |          |
| 2019 | 주디                      | 로절린 와일더       |          |
| 2020 | 닥터 두리틀               | 빅토리아 여왕       |          |
| 2020 | 더 스파이                 | 실라 윈             |          |
| 2020 | 미스비헤이비어            | 조 로빈슨           |          |
| 2020 | 이제 그만 끝낼까 해       | 신디                |          |
| 2021 | 로스트 도터               | 젊은 레다           |          |
| 2022 | 멘                        | 하퍼                |          |
| 2022 | 위민 토킹                 | 마리체              |          |
| 2022 | 스크루지: 크리스마스 캐럴 | 이자벨 페지윅       | 애니메이 |
| 2023 | 위키드 리틀 레터스        | 로즈 구딩           |          |
| 2023 | 핑거네일                  | 애나                |          |
| 2024 | X를 담아, 당신에게        | 루즈 구딩           |          |
| 2025 | 더 브라이드!              | 신부                |          |
| 미정 | 햄닛                      | 애그니스 셰익스피어 |          |

### 텔레비전
| 연도 | 제목              | 배역                | 비고       |
| ---- | ----------------- | ------------------- | ---------- |
| 2014 | 인데버            | 키티 배튼           | 1 에피소드 |
| 2016 | 전쟁과 평화       | 마리아 볼콘스카야   | 6 에피소드 |
| 2017 | 타부              | 로나 보우           | 7 에피소드 |
| 2017 | 더 라스트 포스트  | 아너 마틴           | 6 에피소드 |
| 2018 | 더 우먼 인 화이트 | 마리안 헬콤         | 5 에피소드 |
| 2019 | 체르노빌          | 류드밀라 이그나텐코 | 5 에피소드 |
| 2020 | 파고              | 오레타 메이플라워   | 시즌 4     |
| 2021 | 로미오와 줄리엣   | 줄리엣              | TV 영화    |